# Вилмош Заварко
Вилмош Заварко (Бечеј, 14. март 1988) је српски куглаш на 9 чуњева који од 2019. игра за репрезентацију Србије и италијански клуб KK Neumarkt - Imperial Life.
Вилмош Заварко је био први играч који је погодио више од 700 чуњева на Светском првенству и тренутно се сматра најбољим класичним куглачем на свету. Вишеструки је светски шампион, три пута победник Лиге шампиона, победник великих турнира и носилац многих рекорда у систему 120 бацања. Његови лични рекорди су незванични светски рекорди. 8. фебруара 2020, током утакмице италијанске А1 лиге против ASKC Passeier I - ITAS Walter, постигао је 771 у 120 бацања. 24. августа 2018. у Зандхаузену на турниру на даљину од 200 бацања постигао је резултат 1172.